# Margrethia obtusirostra
Margrethia obtusirostra är en fiskart som beskrevs av Jespersen och Tåning, 1919. Margrethia obtusirostra ingår i släktet Margrethia och familjen Gonostomatidae. Inga underarter finns listade i Catalogue of Life.